# Warszawa Zachodnia

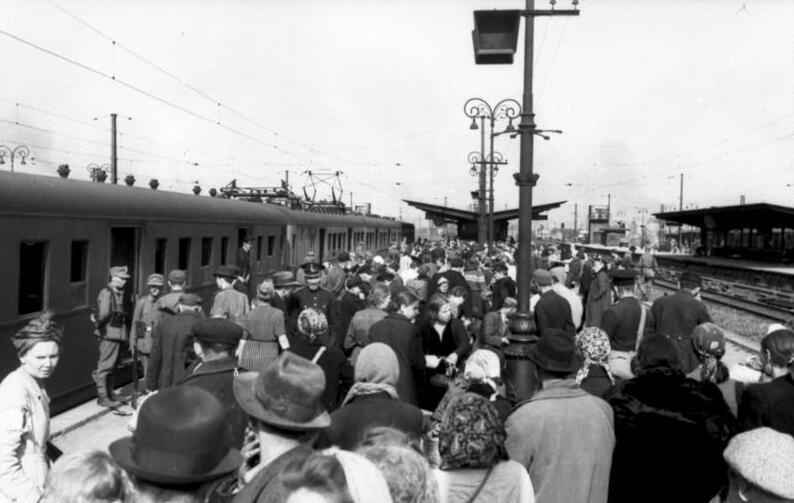
Perony dworca w 1944 podczas deportacji mieszkańców Warszawy do obozu w Pruszkowie

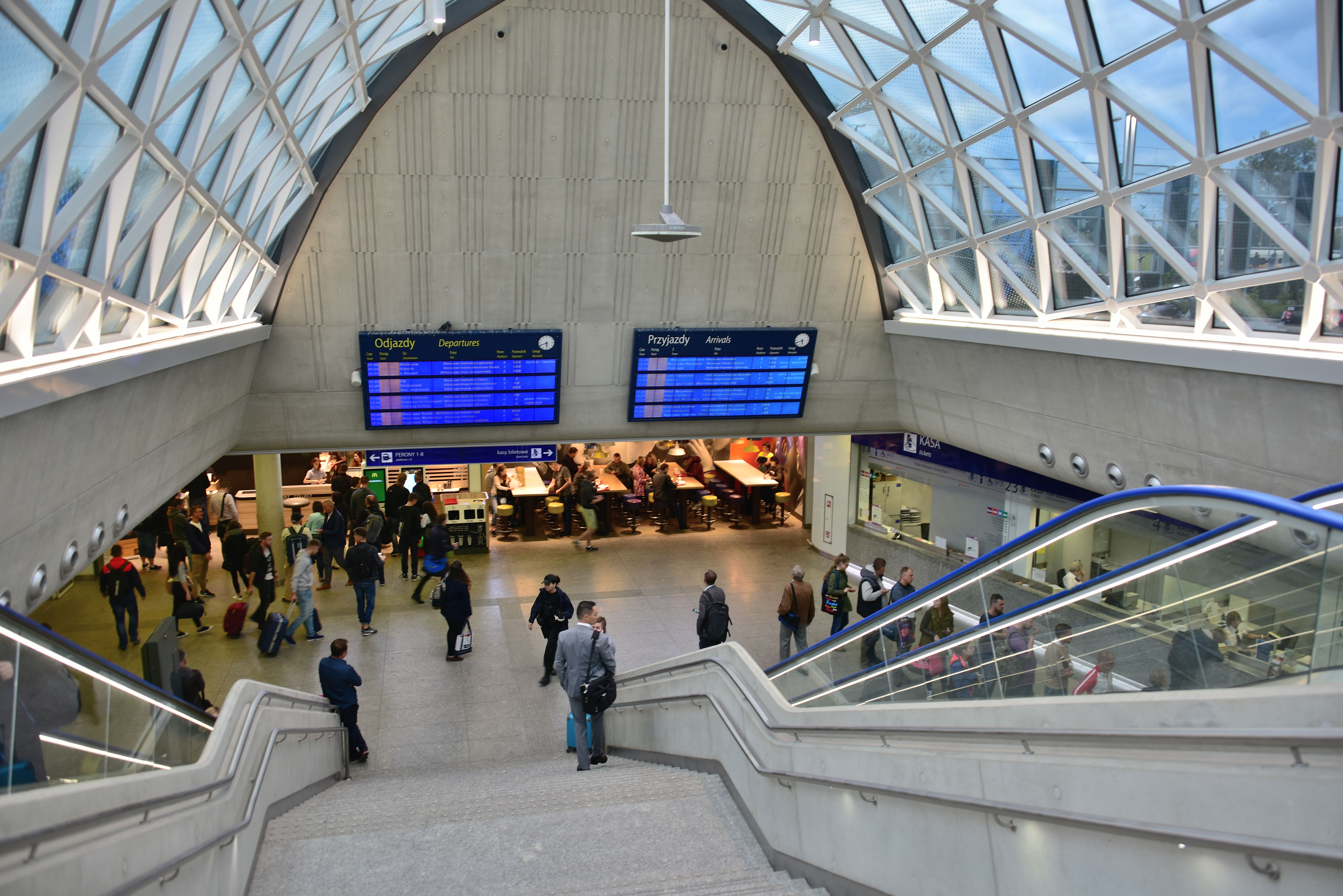
Hala główna dworca

Warszawa Zachodnia – stacja kolejowa w Warszawie, znajdująca się na linii średnicowej, na zachód od stacji Warszawa Centralna, w pobliżu ronda Zesłańców Syberyjskich.
Według klasyfikacji PKP ma najwyższą kategorię dworca Premium. W obrębie kompleksu dworcowego znajdują się również dworzec autobusowy i biurowiec, w którym siedzibę mają spółki: PKP, PKP Intercity i PKP Informatyka.

## Historia
W rejonie ulicy Tunelowej na przełomie XIX i XX w. zbudowano parowozownię z żurawiem i obrotnicą oraz składy węgla. Infrastruktura ta była związana z ówczesną stacją towarową Kolei Warszawsko-Wiedeńskiej położoną bardziej na wschód, później przekształconą w stację Warszawa Główna Osobowa.
Stacja Warszawa Zachodnia powstała w ramach przebudowy linii średnicowej prowadzonej w latach 1919–1933. Początkowo nosiła nazwę Warszawa Czyste.
W czasie okupacji niemieckiej 4 marca 1944 roku oddział Kedywu Armii Krajowej przeprowadził na dworcu akcję „Panienka” – zamach na Karla Schmalza, dowódcę posterunku Bahnschutzpolizei znajdującego się na dworcu .
Podczas powstania warszawskiego i po jego zakończeniu z Dworca Zachodniego odchodziła większość transportów, którymi Niemcy przewozili warszawiaków do obozów w Pruszkowie i Ursusie. Ruch na dworcu przywrócono w lutym 1945.
W latach 50. od północnej strony stacji wybudowano terminal przeładunkowy przy ulicy Ordona.
Po wojnie zabudowa stacji była traktowana jako prowizoryczna. W połowie lat 60. planowano modernizację dworca wraz z budową nowego budynku dworca i nastawni. W 1965 ogłoszono konkurs, ale ostatecznie zrealizowano tylko wieżę nastawni, starą nastawnię przeznaczając na potrzeby gospodarcze. Dopiero w latach 70. XX w. połączono perony tunelem podziemnym z przystankiem Warszawskiej Kolei Dojazdowej, a w roku 1980 zintegrowano z Dworcem Autobusowym.
16 czerwca 2011 PKP i słowackie przedsiębiorstwo HB Reavis podpisały umowę na budowę nowego budynku dworcowego wraz z kompleksem biurowców West Station w ramach Partnerstwa Publiczno-Prywatnego.
20 maja 2012 pobliski przystanek Warszawa Wola na linii obwodowej został formalnie włączony do stacji Warszawa Zachodnia jako peron nr 8. Od 19 grudnia 2021 nosi numer 9.
Pod koniec 2014 roku rozpoczęto budowę dworca po stronie południowej stacji (od strony Alei Jerozolimskich). 9 grudnia 2015 dworzec ten został otwarty. Pod koniec października otwarty został pierwszy z 2 planowanych biurowców West Station, a w grudniu swoje siedziby przeniosły do niego PKP, PKP Intercity i PKP Informatyka.
22 czerwca 2017 PKP PLK podpisały z Torprojektem umowę na projekt gruntownej przebudowy stacji, który obejmuje m.in. poszerzenie przejścia podziemnego z 8 do 60 metrów i przedłużenie go do peronu na linii obwodowej (peron 9), budowę nowego peronu, zlokalizowanie tam nowej hali z poczekalnią, kasami i sklepami, całkowite zadaszenie i wymianę nawierzchni peronów oraz instalację tam schodów ruchomych i wind. 7 lipca 2020 podpisano umowę na realizację prac budowlanych z przedsiębiorstwem Budimex. Prace budowlane rozpoczęły się w październiku 2020, a ich zakończenie zaplanowano do końca 2024.
W lutym 2024 Tramwaje Warszawskie podpisały z konsorcjum firm ZUE i Fabe Polska umowę na budowę ok. 1,6-kilometrowej trasy tramwajowej od ulicy Grójeckiej, wzdłuż Bitwy Warszawskiej 1920 r. do stacji Warszawa Zachodnia. Prace budowlane rozpoczęły się w czerwcu.

## Infrastruktura

### Dworzec kolejowy od strony południowej
Od końca 2015 funkcjonuje dworzec położony po południowej stronie stacji kolejowej (na Ochocie) od strony Alei Jerozolimskich (pod numerem 142). Znajdują się w nim: 6 stanowisk kasowych, biletomaty, bankomaty, poczekalnia, przechowalnia bagażu, toalety, pokój dla matki z dzieckiem, Punkt Obsługi Pasażera ZTM oraz część handlowo-usługowa. Przed dworcem dodatkowo powstały strefy postojowe typu kiss&ride. Dworzec znajduje się na poziomie -1, a jego powierzchnia wynosi 1300 m².

### Dworzec kolejowy od strony północnej (wyburzony)

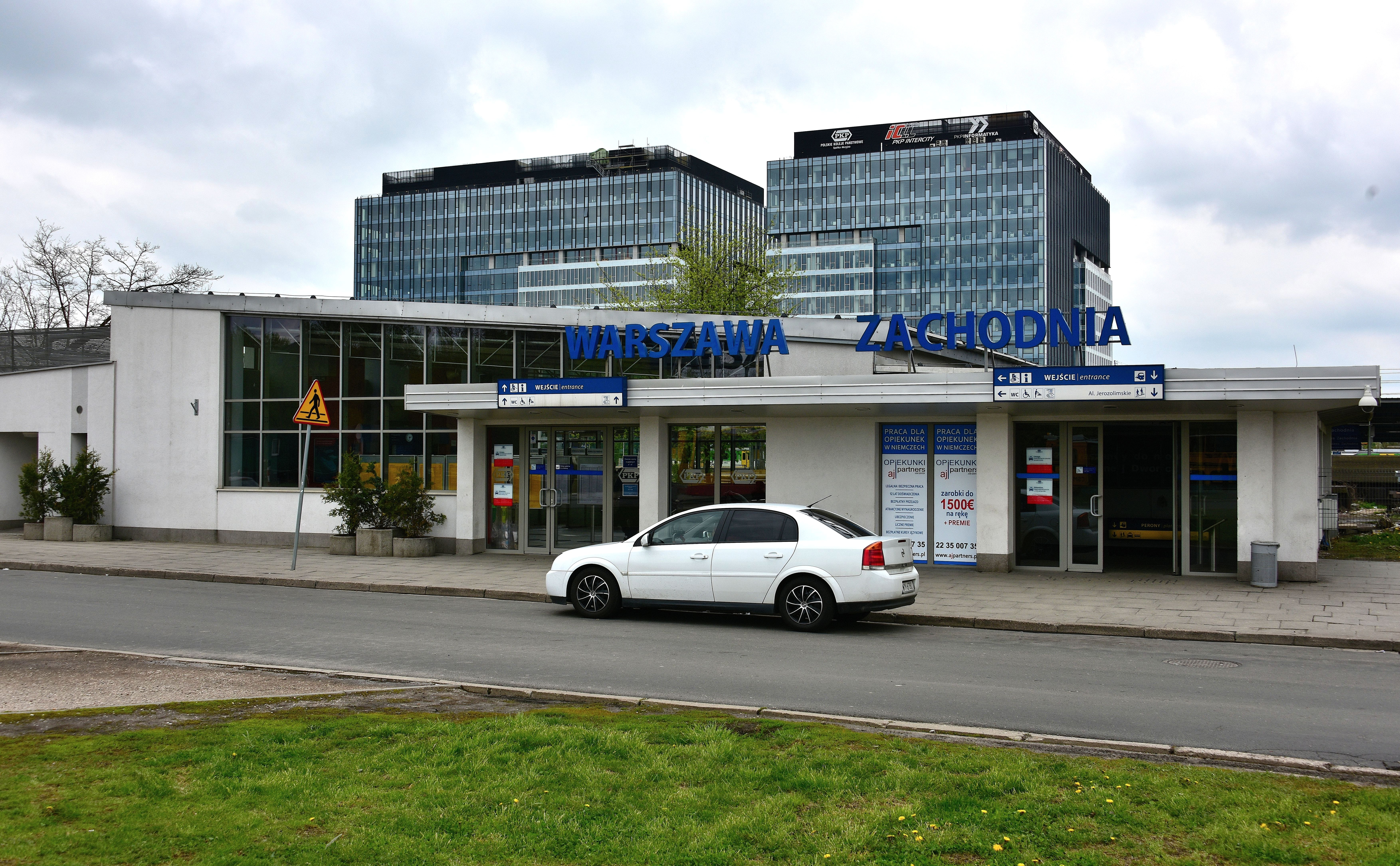
Dworzec od strony ulicy Tunelowej

Po północnej stronie stacji kolejowej (na Woli) od strony ul. Tunelowej (pod numerem 6), znajdował się stary budynek dworca, w którym dla pasażerów dostępne były kasy biletowe, informacja, toaleta, kiosk, pomieszczenie ochrony, bankomat i automat z napojami. Powierzchnia dworca wynosiła 400 m². Na terenie dworca była możliwość skorzystania z bezpłatnego internetu bezprzewodowego. Budynek został zamknięty w 2021 r. i wyburzony w ramach przebudowy dworca.

### Perony i tunel

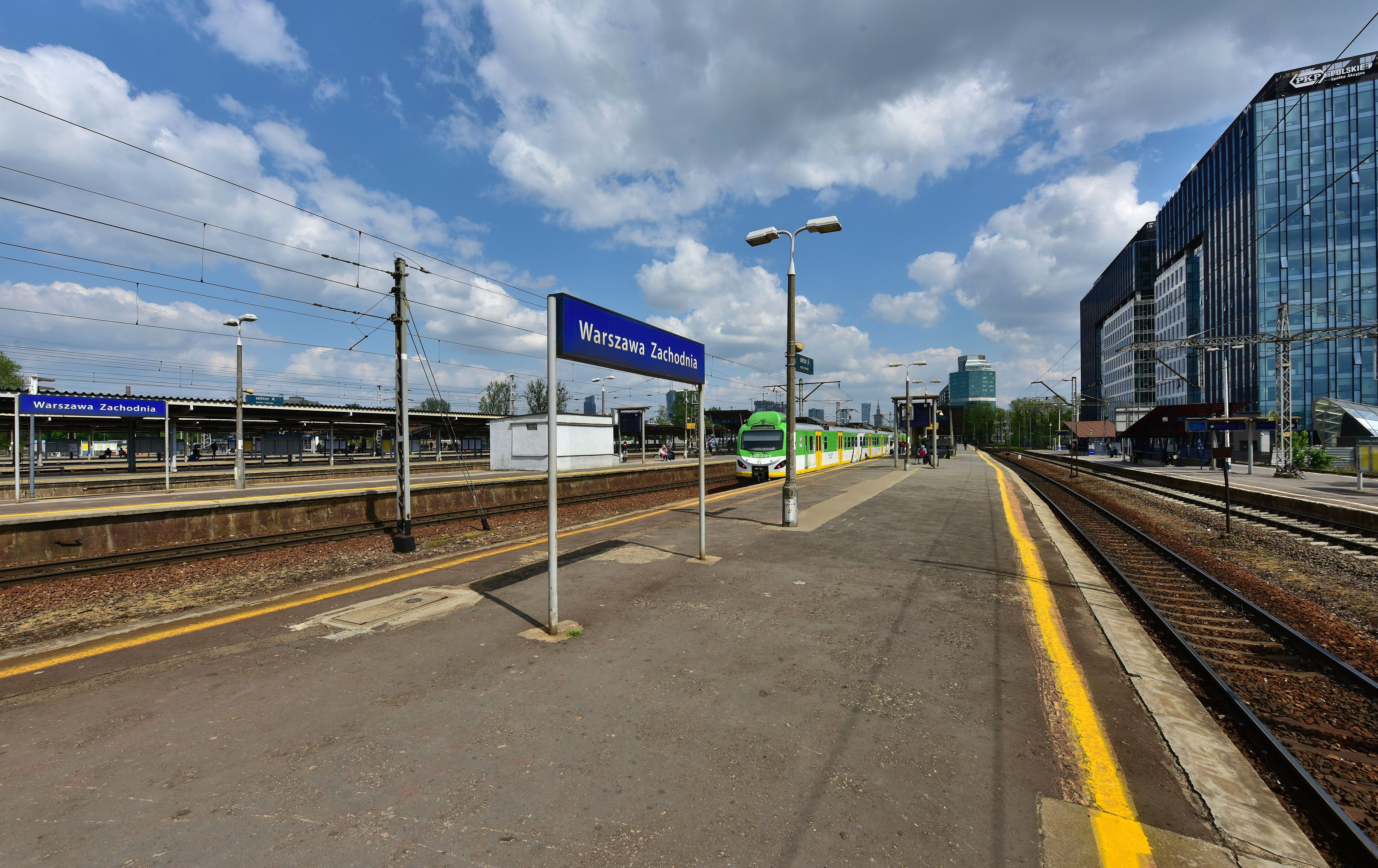
Widok ogólny torów i peronów stacji

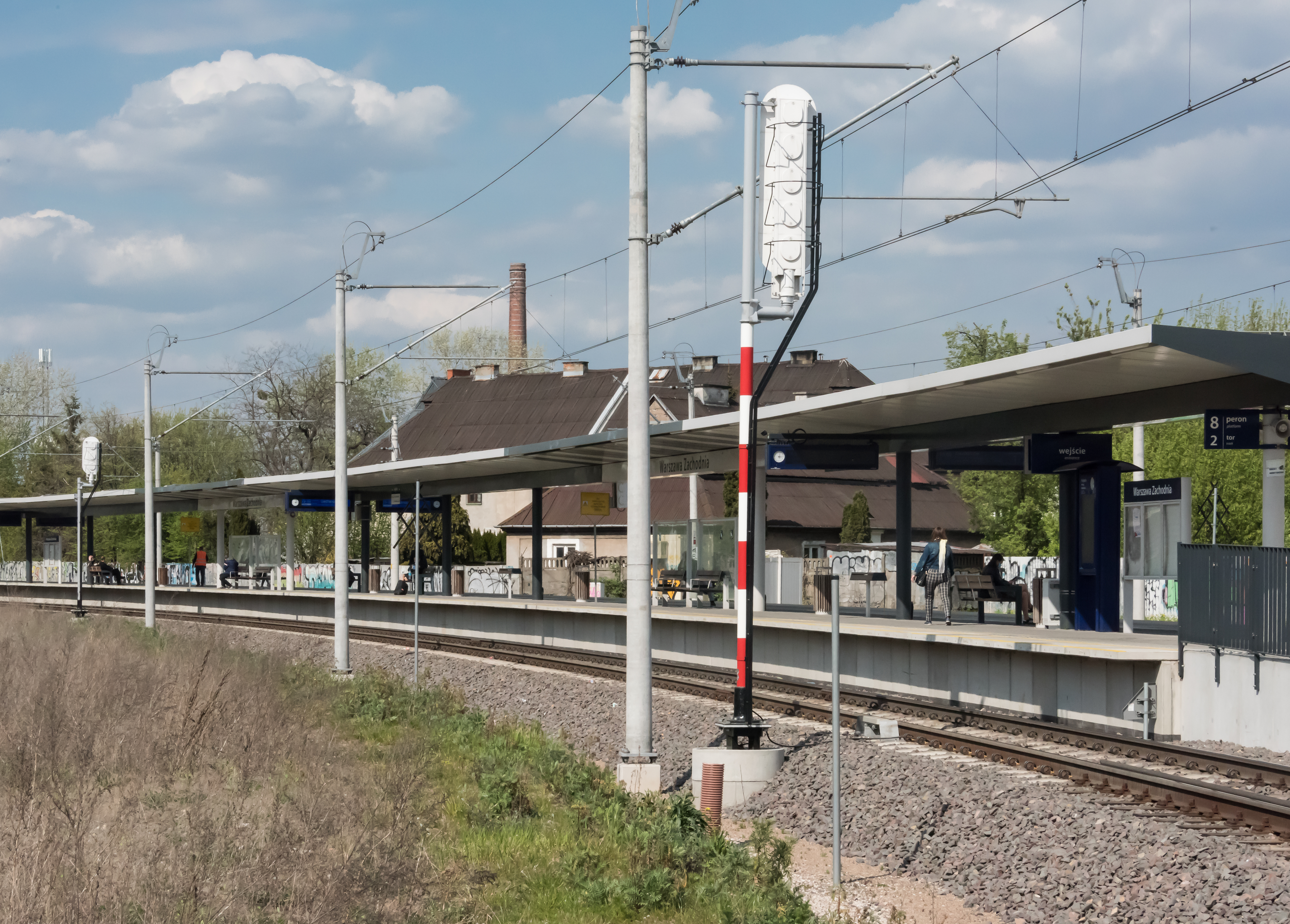
Peron 9 na linii obwodowej

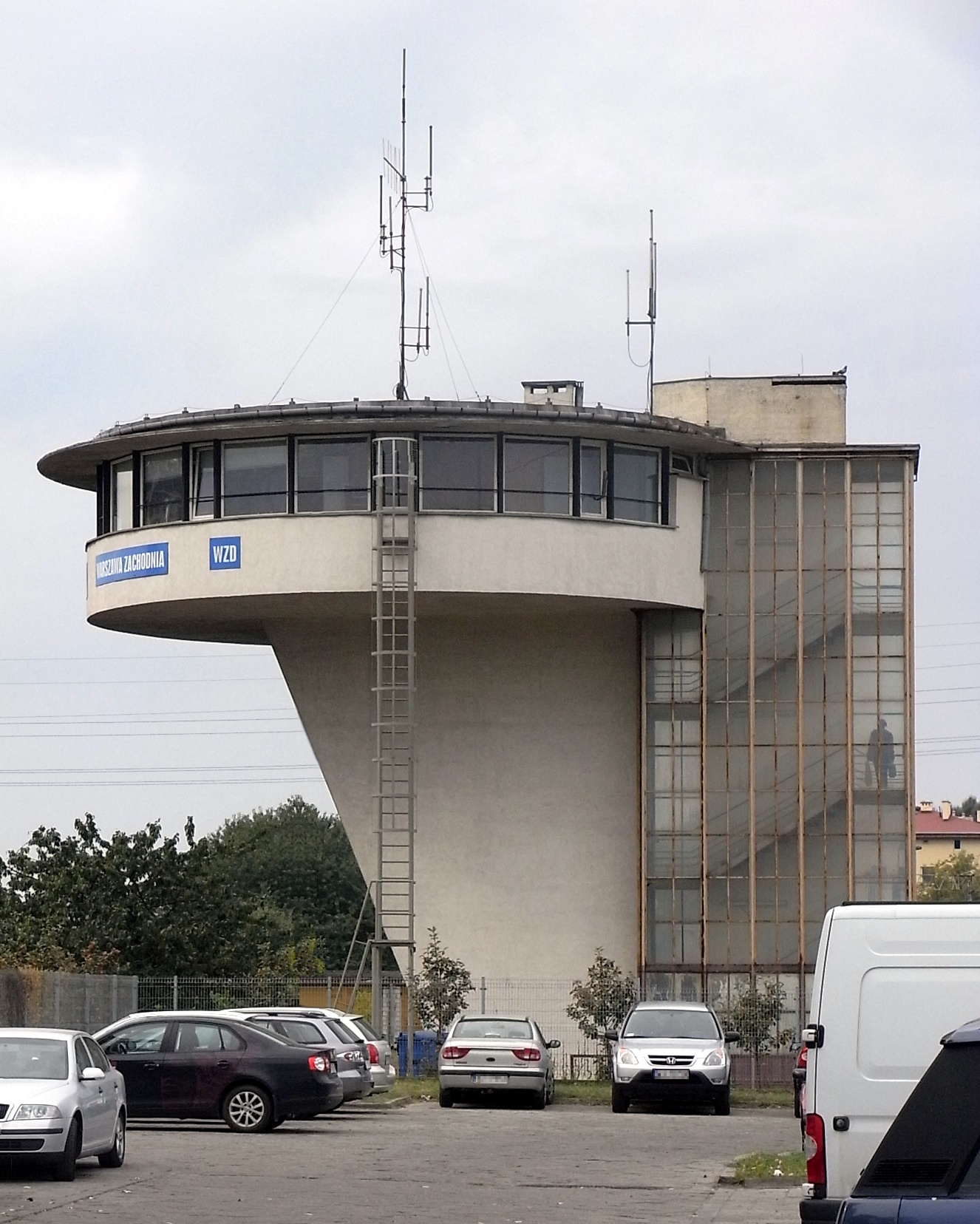
Jedna z nastawni wykonawczych stacji

Znajduje się tutaj 9 peronów: 8 z nich znajduje się pomiędzy ul. Tunelową a Al. Jerozolimskimi. Pod 8 pierwszymi peronami znajduje się tunel łączący oba dworce. Schody z peronów do tunelu pozbawione są ułatwień dla niepełnosprawnych. W tunelu przy wejściu na peron nr 2 znajduje się kasownik biletów ZTM.
Peron nr 9 znajduje się pomiędzy ul. Tunelową i al. Prymasa Tysiąclecia, dojście do niego możliwe jest jedynie w poziomie szyn.
Peron nr 1 (WKD) znajduje się na wysokości 400 mm nad poziomem główki szyny, perony o numerach od 2 do 8 na wysokości 860 mm, a peron nr 9 na wysokości 830 mm. Na peronie WKD znajduje się automat biletowy WKD.

### Obiekty zabytkowe
W rejonie stacji znajduje się kilka budynków wpisanych w latach 2012–2016 do gminnej ewidencji zabytków: zespół parowozowni Warszawa Zachodnia (ul. Tunelowa 2A), budynek magazynowy DŻWW (ul. Tunelowa 2A), budynek techniczny parowozowni DŻWW (ul. Tunelowa 2B), budynek warsztatowy (ul. Tunelowa 5), nastawnia dysponująca WZD (ul. Tunelowa 8), budynek dawnej nastawni kolejowej (ul. Tunelowa 2). Obie nastawnie zostały wpisane również do rejestru zabytków – stara pod numerem A-1457 z 2018-09-25, nowa A-1725 z 2022-09-22. Ponadto w pobliżu stacji znajduje się kilka wpisanych do rejestru zabytków schronów bojowych Ringstand 58c z 1944.
Nastawnię dysponującą WKZ zaprojektowano w 1965 w Biurze Projektów Kolejowych w stylu modernistycznym. Zastąpiła nastawnię z lat 30. XX w. Nastawnia jest wieżą. Główne pomieszczenie ma kształt spłaszczonego cylindra o średnicy ok. 12 m osadzonego na dziesięciometrowym wsporniku, do którego przylega klatka schodowa.

### Dworzec autobusowy
Częścią kompleksu Dworca Zachodniego był Centralny Dworzec Autobusowy PKS zaprojektowany przez Zygmunta Kłopockiego. Właścicielem i operatorem dworca jest przedsiębiorstwo Polonus. Dworzec posiada 11 stanowisk odjazdowych dla autobusów, dodatkowo znajdują się w nim m.in. kasy biletowe, informacja, przechowalnia bagażu, punkty gastronomiczne, usługowe i handlowe, punkt pocztowy, toalety oraz hostel.
W 2018 roku z dworca odjechało 130 tys. autobusów, z których skorzystało 3 mln podróżnych.

### Kompleks biurowy West Station

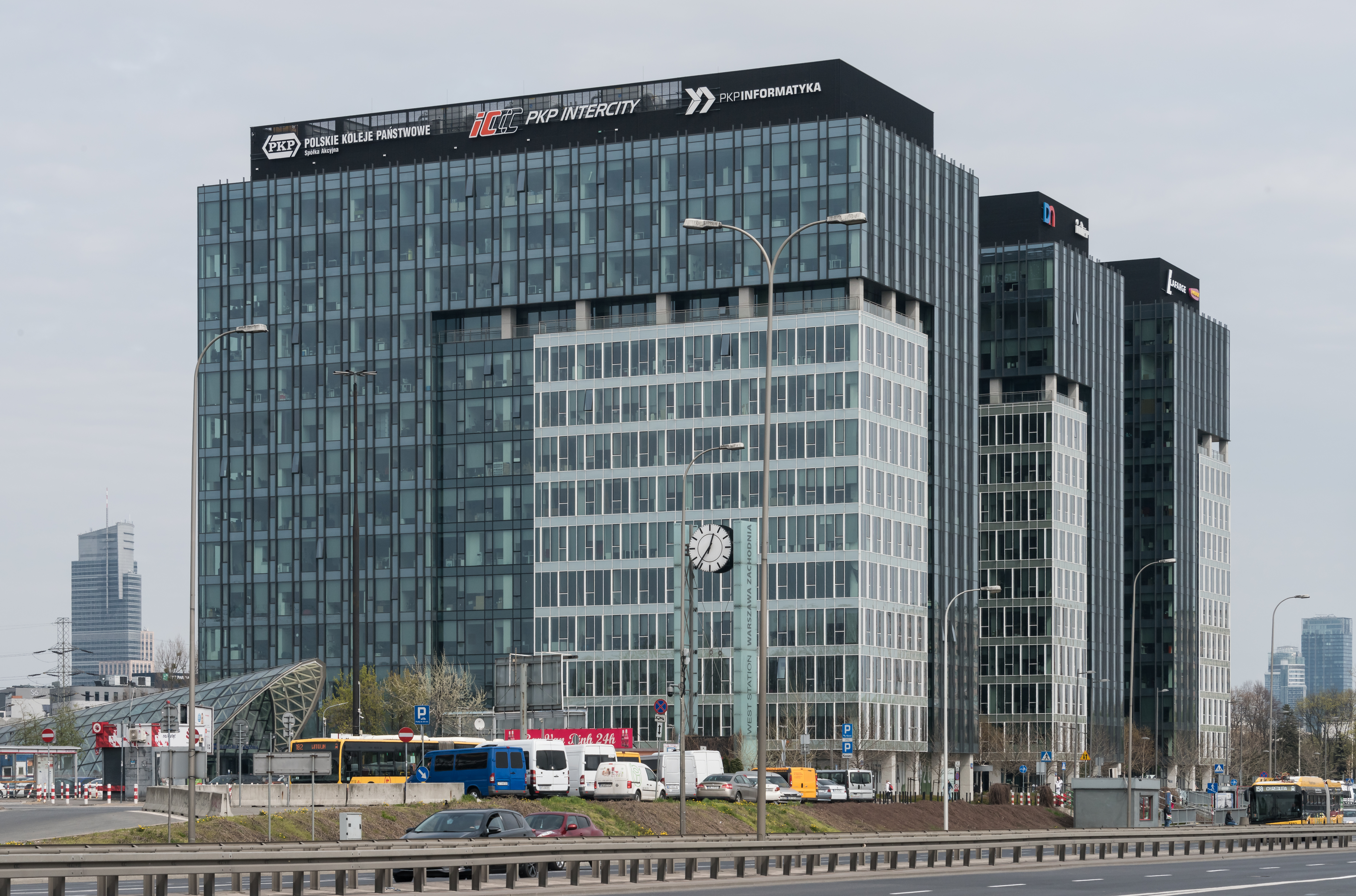
Kompleks biurowy West Station

W bezpośrednim sąsiedztwie stacji, przy Al. Jerozolimskich 142a w latach 2016−2017 powstał kompleks biurowy West Station. Swoje siedziby mają w nim m.in.: PKP, PKP Intercity i PKP Informatyka. Budynek posiada bezpośrednie połączenie z dworcem kolejowym na poziomie -1.

## Ruch pociągów
W 2017 roku stacja obsługiwała około 1 tys. pociągów i 60 tys. pasażerów dziennie, co czyniło ją najbardziej obciążoną stacją w Polsce.

### Regionalnych i aglomeracyjnych
| Przewoźnik                 | Linia | Trasa                                                                                               |        |
| -------------------------- | ----- | --------------------------------------------------------------------------------------------------- | ------ |
| Koleje Mazowieckie         | R1    | Warszawa Wschodnia/Warszawa Główna – Warszawa Zachodnia –Skierniewice                               | [ 42 ] |
| Koleje Mazowieckie         | R2    | Warszawa Zachodnia – Warszawa Wschodnia – Łuków                                                     | [ 42 ] |
| Koleje Mazowieckie         | R3    | Warszawa Zachodnia – Kutno – Gostynin – Płock                                                       | [ 42 ] |
| Koleje Mazowieckie         | R6    | Warszawa Zachodnia - Warszawa Wschodnia - Tłuszcz                                                   | [ 42 ] |
| Koleje Mazowieckie         | R7    | Warszawa Zachodnia – Warszawa Wschodnia – Dęblin                                                    | [ 42 ] |
| Koleje Mazowieckie         | R8/80 | Warszawa Gdańska/Warszawa Wschodnia – Warszawa Zachodnia – Skarżysko-Kamienna                       | [ 42 ] |
| Koleje Mazowieckie         | R9/90 | Warszawa Zachodnia – Warszawa Gdańska – Działdowo                                                   | [ 42 ] |
| Koleje Mazowieckie         | RL    | Modlin - Warszawa Zachodnia - Warszawa Lotnisko Chopina                                             | [ 42 ] |
| SKM Warszawa               | S1    | Otwock – Warszawa Śródmieście – Warszawa Zachodnia – Pruszków                                       | [ 43 ] |
| SKM Warszawa               | S2    | Sulejówek Miłosna – Warszawa Śródmieście – Warszawa Zachodnia – Warszawa Lotnisko Chopina           | [ 44 ] |
| SKM Warszawa               | S3    | Legionowo - Warszawa Zachodnia - Warszawa Lotnisko Chopina                                          | [ 45 ] |
| SKM Warszawa               | S4    | Zegrze Południowe - Warszawa Zachodnia - Piaseczno                                                  | [ 46 ] |
| SKM Warszawa               | S40   | Wieliszew/Radzymin - Warszawa Zachodnia - Piaseczno                                                 | [ 47 ] |
| Warszawska Kolej Dojazdowa | WKD   | Warszawa Śródmieście WKD – Warszawa Zachodnia WKD – Grodzisk Mazowiecki Radońska / Milanówek Grudów | [ 48 ] |

### Dalekobieżnych
Na stacji zatrzymują się:
- wszystkie pociągi obsługiwane przez PKP IC, tj. kategorii: Express InterCity Premium, Express InterCity, Euronight, Intercity oraz TLK;
- pociągi Interregio (na trasie Warszawa – Łódź) obsługiwane przez Polregio;
- weekendowe pociągi osobowe Łódzkiej Kolei Aglomeracyjnej (również na trasie Warszawa – Łódź)[49];
- komercyjne pociągi osobowe Dragon (Warszawa – Kraków) i Słoneczny (Warszawa – Gdynia/Ustka) obsługiwane przez spółkę Koleje Mazowieckie[50].

## Powiązania komunikacyjne
Po południowej stronie dworca znajduje się przystanek ZTM Dworzec Zachodni, a po stronie północnej znajduje się przystanek Dworzec Zachodni (Tunelowa). Po stronie południowej znajduje się również postój taksówek. Po obu stronach dworca znajdują się parkingi.

## Plany na przyszłość

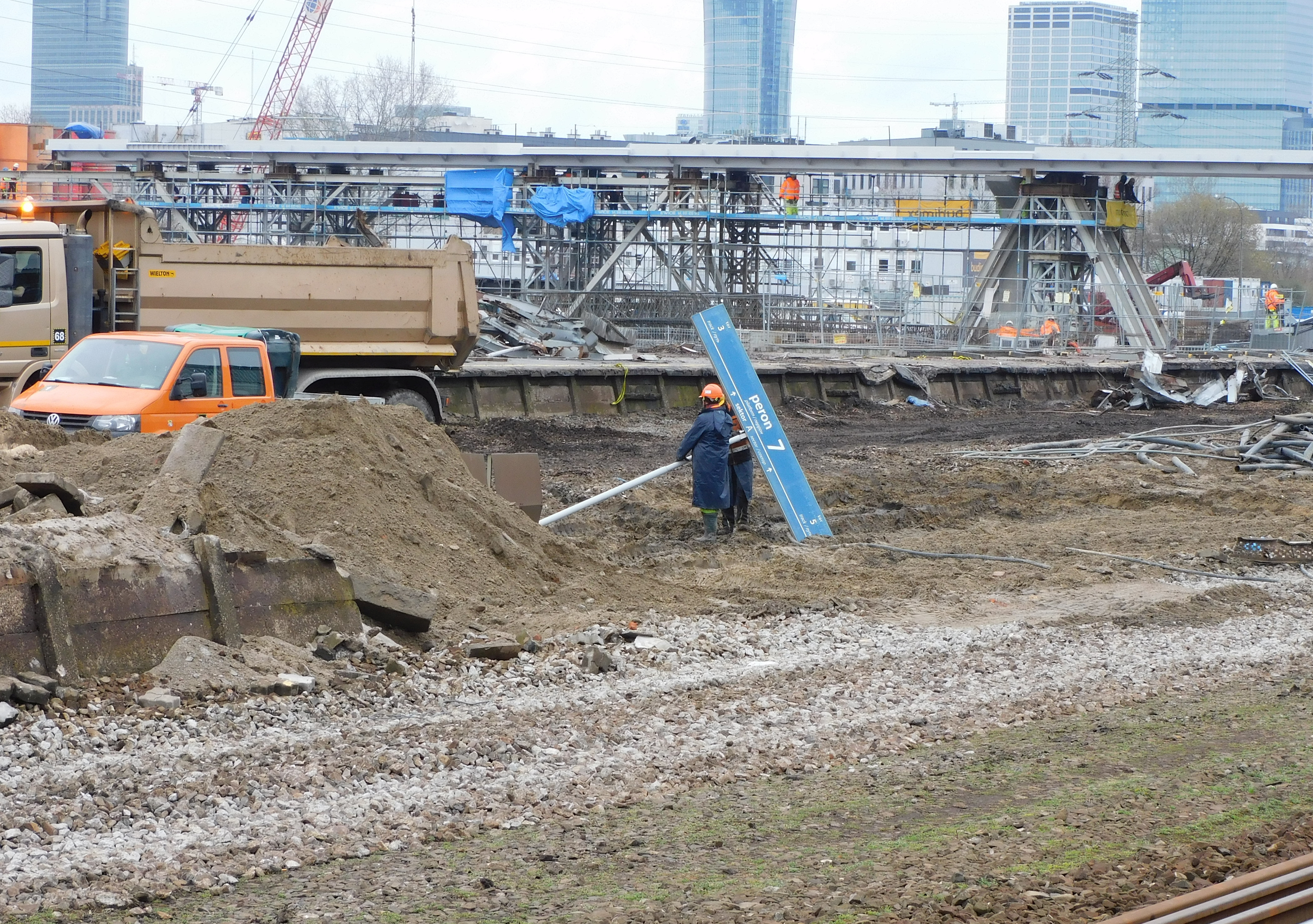
Remont stacji w 2021

Władze Warszawy zaplanowały, aby podczas budowy linii tramwajowej z Wilanowa do Dworca Zachodniego powstał tunel tramwajowy pod dworcem i torami. Długość tunelu ma wynieść 850–1000 m, a przystanki mają znaleźć się po obu stronach torów kolejowych. W podpisanej 7 lipca 2020 umowie na kompleksową przebudowę stacji zakresem prac objęto budowę tunelu tramwajowego pod stacją, podziemnego przystanku tramwajowego w stanie surowym między linią kolejową a Alejami Jerozolimskimi, wraz z przejściem podziemnym łączącym przystanek ze stacją. Planowany przystanek miał być podobny do stacji metra z peronami tramwajowymi znajdującymi się bardzo blisko peronów przystanku WKD na poziomie –2, a na poziomie –1 zaplanowano powstanie korytarza łączącego wszystkie perony. 20 lutego 2024 podpisano umowę na budowę trasy tramwajowej w ciągu ulicy Bitwy Warszawskiej 1920 r., tunelu tramwajowego pod parkiem Pięciu Sióstr i Alejami Jerozolimskimi oraz wyposażenie pierwszego przystanku tramwajowego położonego między linią kolejową a Alejami Jerozolimskimi. 
Właściciel dworca autobusowego – przedsiębiorstwo Polonus również planuje budowę nowego dworca autobusowego.
W przeszłości planowano, że pod stacją kolejową znajdzie się również stacja metra planowanej linii M3, jednakże później zaniechano tych planów.

## Ruch pasażerski
| Rok  | Wymiana roczna | Wymiana pasażerska na dobę | Miejsce w Polsce |
| ---- | -------------- | -------------------------- | ---------------- |
| 2017 | 15 100 000     | 41 400                     | 6.               |
| 2018 | 14 700 000     | 40 200                     | 8.               |
| 2019 | 13 700 000     | 37 600                     | 8.               |
| 2020 | 8 600 000      | 23 400                     | 6.               |
| 2021 | 8 000 000      | 22 000                     | 8.               |
| 2022 | 10 800 000     | 29 500                     | 10.              |
| 2023 | 8 103 000      | 22 200                     | 26.              |
| 2024 | 9 772 200      | 26 700                     | 11.              |

## Galeria

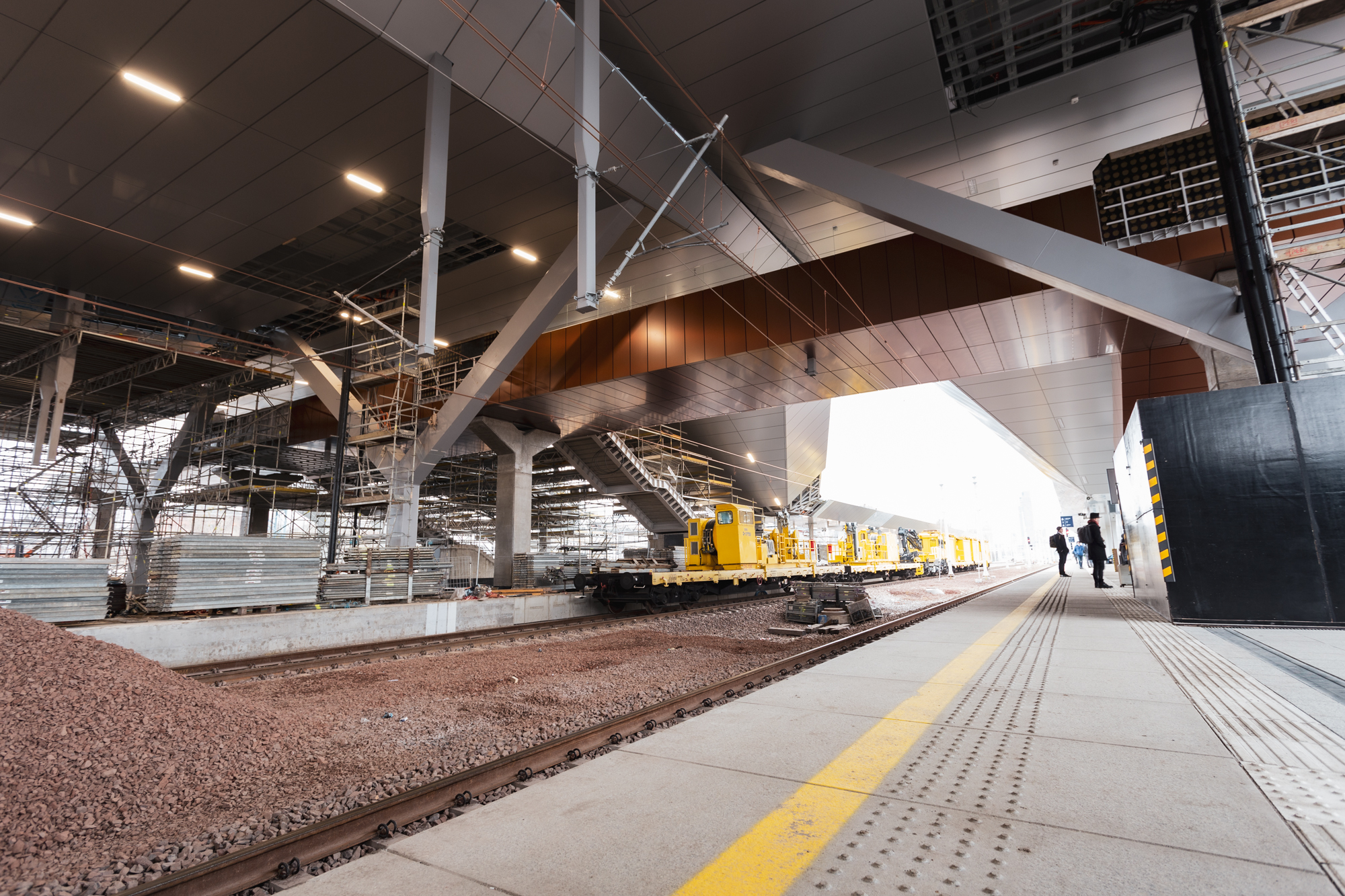
Peron 6 po przebudowie, widok w stronę Warszawy Głównej
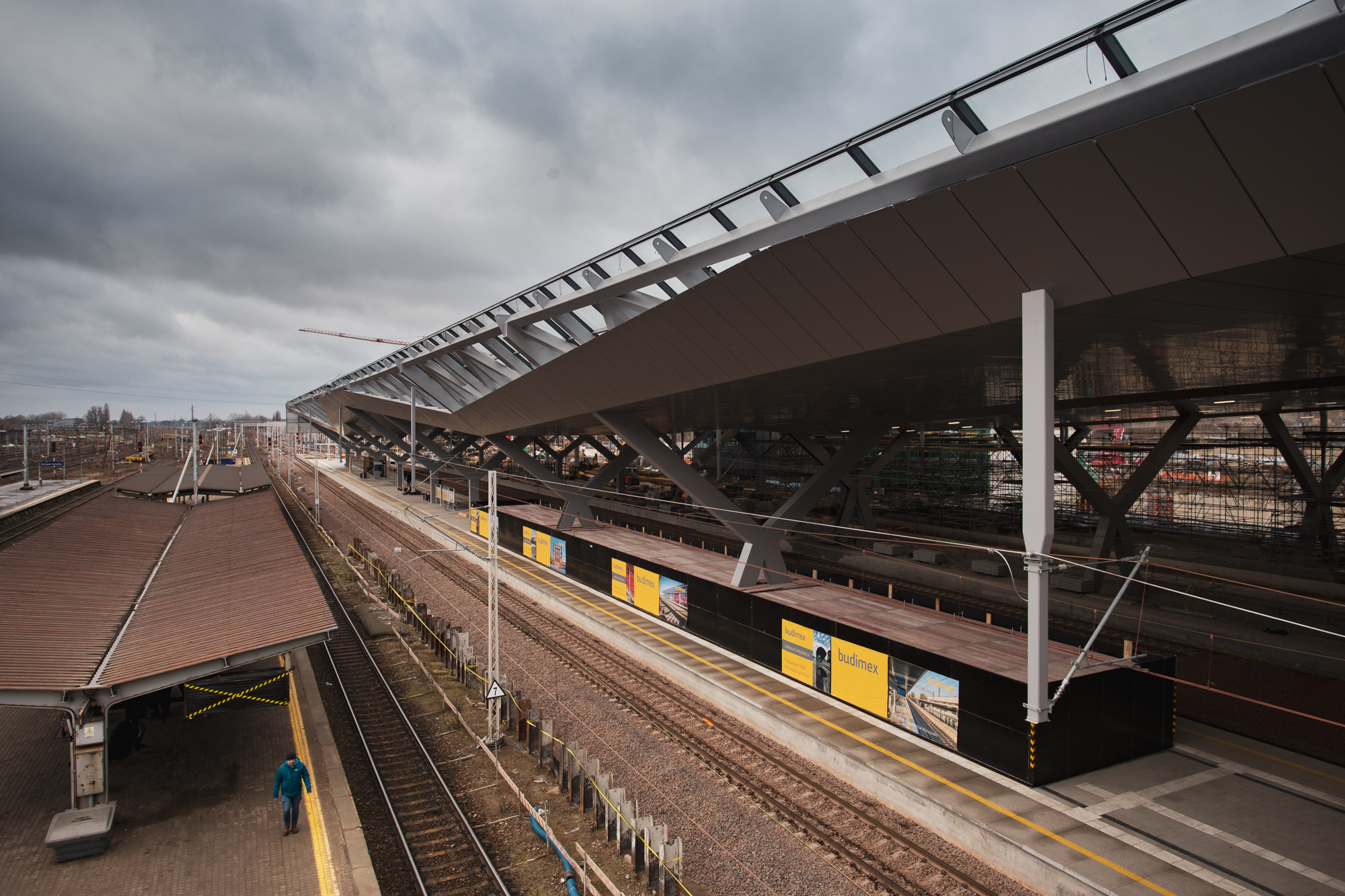
Peron 6 (po prawej), widok w stronę Warszawy Włochy
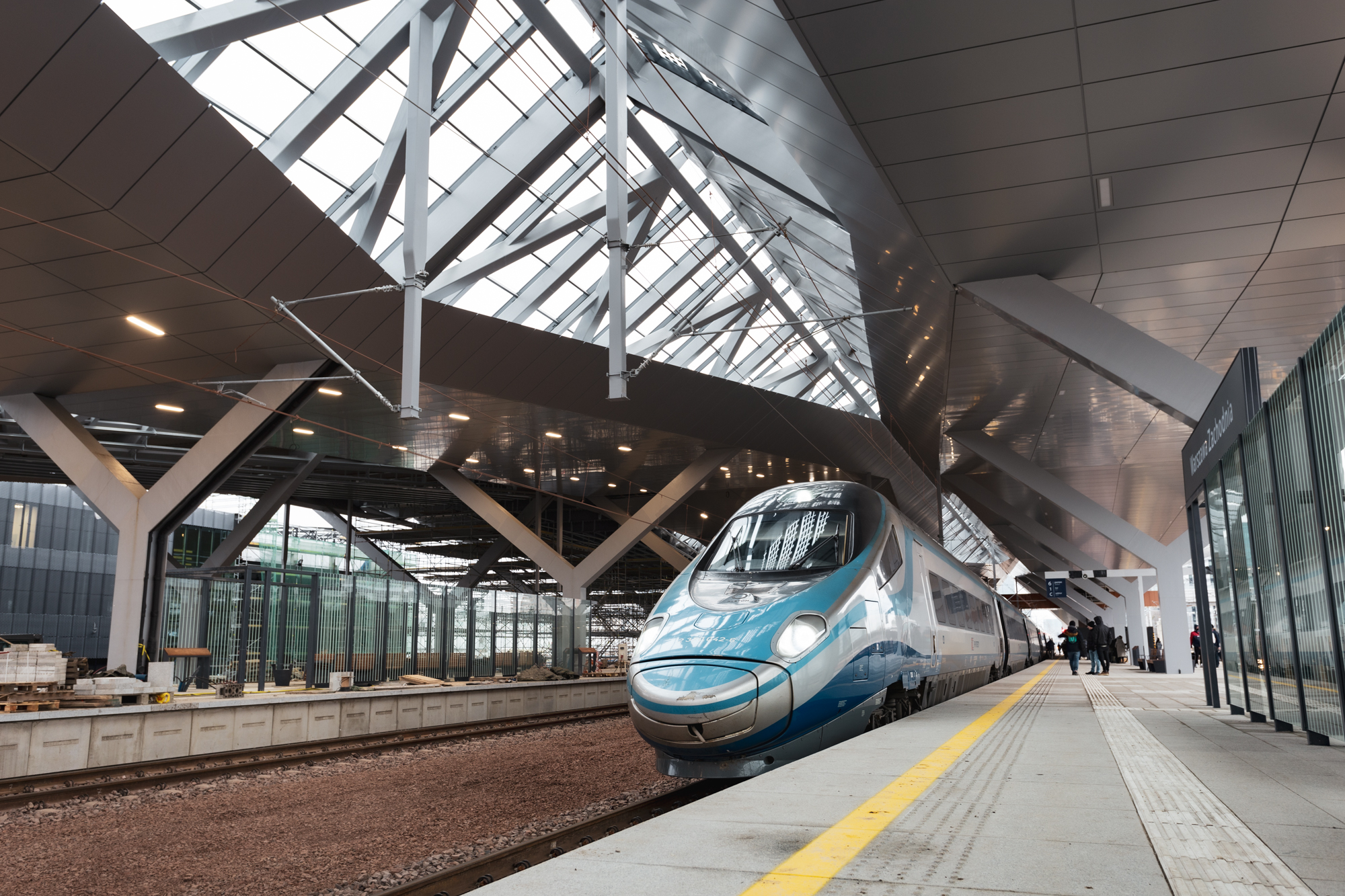
Peron 6 i Pendolino (ED250)
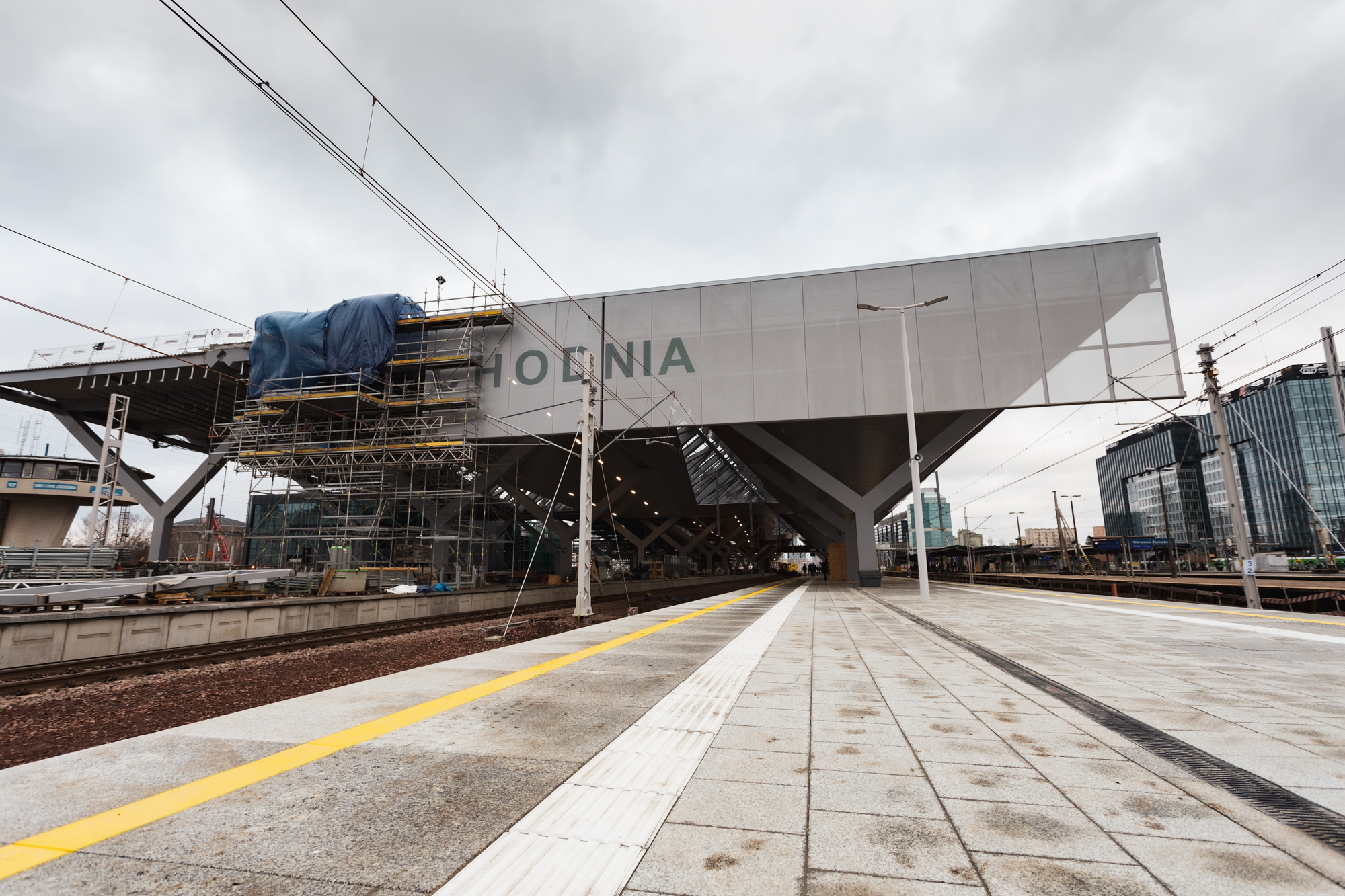
Nowa hala peronowa, po prawej Al. Jerozolimskie
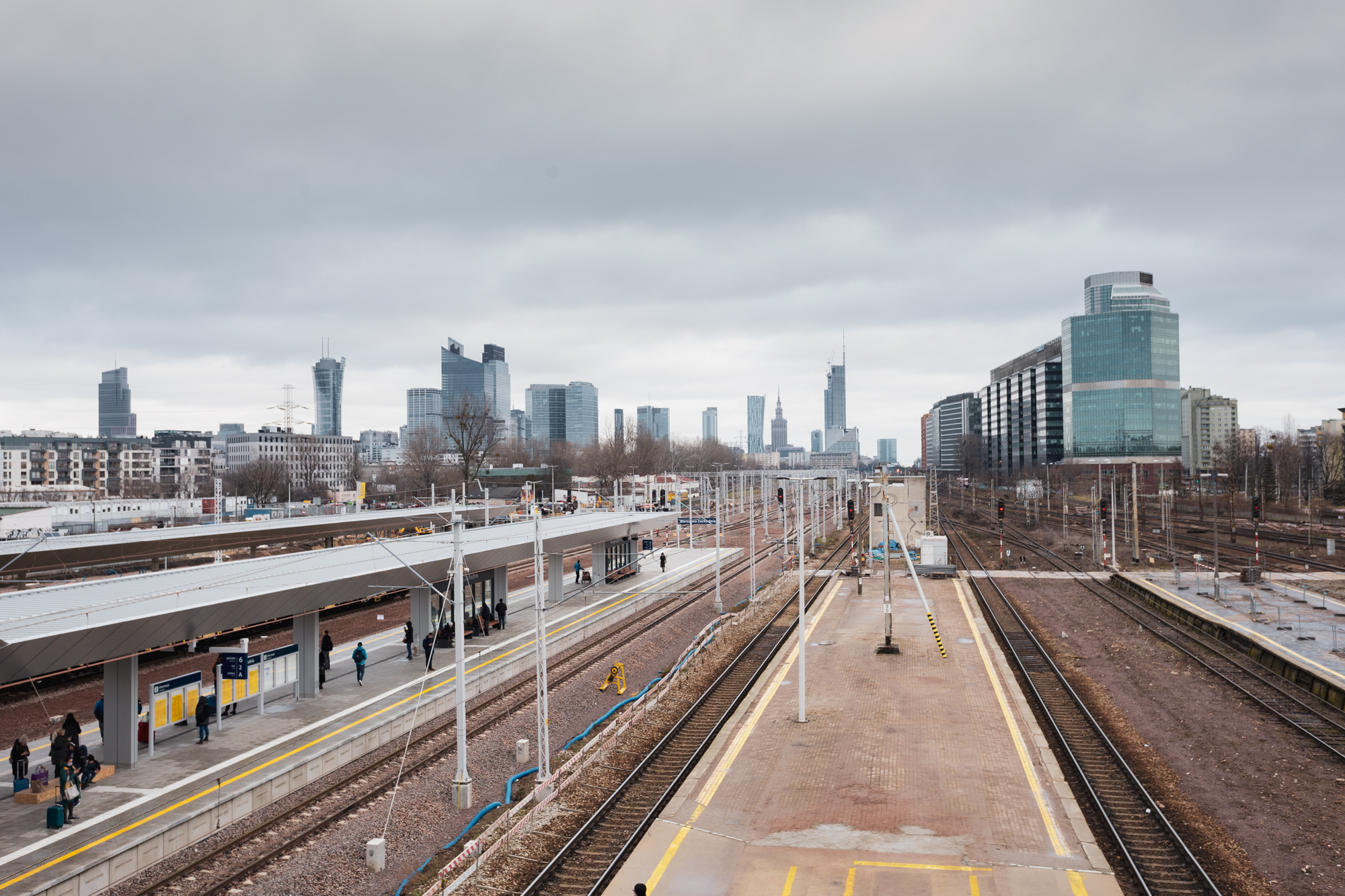
Widok z przejścia nad torami w kierunku Warszawy Głównej